# Крих Лідія Юріївна
Кри́х Лі́дія Ю́ріївна (нар. 1938) — українська піаністка, педагог. Донька Ірини та Юрія Крихів, сестра Марії Крих-Угляр. Професор катедри (1997).

## Життєпис
Навчалася в музичній школі-десятирічці в класах О. Бережницької і Л. Ґолємбо (1946—1957) та у Львівській консерваторії у класі О.Едельмана (1962).
Багато років виступала в складі фортеп'янного тріо з Л. Цьокан-Савицькою (скрипка) і Р. Залєською (віолончель). 
З 1962 року працює на катедрі спеціального фортеп'яно, де виховала плеяду молодих піаністів, серед яких: Г. Климків, О. Дражниця, М. Цмоць, В. Павленко, В. Гумницький, Н. Вакула, М. Герега, М. Попіль, М. Драган, О. Рапіта. 
Здійснила редакцію і упорядкування книжки "Ірина Крих — особистість, педагог, музикант" і редакцію фортеп'янових партій у збірці "Українська музика для гобоя". 